# Comuna Oleksiivka, Dobrovelîcikivka
Oleksiivka (în ucraineană Олексіївка) este o comună în raionul Dobrovelîcikivka, regiunea Kirovohrad, Ucraina, formată din satele Kîrîlivka și Oleksiivka (reședința).

## Demografie
Componența lingvistică a comunei Oleksiivka
     Ucraineană (95,6%)
     Rusă (3,57%)
     Alte limbi (0,6%)
Conform recensământului din 2001, majoritatea populației comunei Oleksiivka era vorbitoare de ucraineană (95,6%), existând în minoritate și vorbitori de rusă (3,57%).